# Луцій Корнелій Сципіон (претор 174 року до н. е.)
Луцій Корнелій Сципіон (лат. Publius Cornelius Scipio Africanus; 210 до н.е./209 до н. е. — до 170 до н. е.) — політичний та військовий діяч часів Римської республіки.

## Життєпис
Походив з патриціанського роду Корнеліїв Сципіонів. Син Публія Корнелія Сципіона Африканського, консула 205 та 194 років до н. е., та Емілії Павли. Про початок кар'єри нічого невідомо.
У 192 році до н. е. у складі охоронного загону супроводжував дипломатичне посольство до міст Греції. Проте тут потрапив у полон до піратів, які передали його сирійському цареві Антіоху III Селевкіду. Тут знаходився до 190 року до н. е., коли здобув волю після поразки сирійців у битві при Магнесії.
У 174 році до н. е. його обрано претором, що займався відносинами між римлянами та іноземцями. Проте того ж року було виключено з сенату цензорами Квінтом Фульвієм Флакком та Авлом Постумієм Альбіном Луском. Це було відображенням давньої боротьби в сенаті між Сципіонами та консерваторами. Приводом став розпусний спосіб життя Сципіона.
Після цього Луцій Сципіон відійшов від політичних справ. Помер до 170 року до н. е., не залишивши нащадків.